# Tony Amendola
Tony Amendola (New Haven, Connecticut; 24 de agosto de 1951) es un actor estadounidense, conocido sobre todo por su papel como el maestro Jaffa Bra'tac en la serie Stargate SG-1. Nació y creció en New Haven, en el estado de Connecticut.

## Carrera
Sus papeles en películas incluyen "Blow", La máscara del Zorro y su secuela La Leyenda del Zorro (como personajes diferentes). Sus apariciones especiales en televisión incluyen Stargate SG-1, Lois y Clark: Las nuevas aventuras de Superman, Seinfeld, The Practice, Space: Above and Beyond, Charmed, The X-Files, Angel, Alias, CSI, Star Trek: Voyager, The West Wing, Babylon 5 y el programa "Kindred: The Embraced". Más recientemente apareció en Dexter, donde hizo el papel de uno de los asesinos de la madre de Dexter. Sus créditos incluyen interpretar a Tupolski en la producción del Repertorio de Teatro de Berkeley de "The Pillowman".

## Filmografía

### Cine
| Año  | Título                                  | Personaje      | Notas | Ref. |
| ---- | --------------------------------------- | -------------- | ----- | ---- |
| 1998 | La máscara del Zorro                    | Terrateniente  |       |      |
| 2001 | Megiddo: The Omega Code 2               | Padre Tirmaco  |       |      |
| 2005 | La leyenda del Zorro                    | Padre Quintero |       |      |
| 2011 | Green Lantern: Emerald Knights          | Kentor         | Voz   |      |
| 2011 | Green Lantern: Emerald Knights          | Appa Ali Aspa  | Voz   |      |
| 2014 | Annabelle                               | Padre Pérez    |       |      |
| 2019 | The Curse of La Llorona                 | Padre Pérez    |       |      |
| 2023 | Rebel Moon - Parte 1: La niña del fuego | Rey Levitica   |       |      |

### Televisión
| Año                  | Título           | Personaje        | Notas        | Ref. |
| -------------------- | ---------------- | ---------------- | ------------ | ---- |
| 2011–2014, 2017–2018 | Once Upon a Time | Geppetto / Marco | 13 episodios |      |

- CSI: 
  - "I-15 Murders" como un experto en escritura a mano.
  - "Viva Las Vegas" como Landlord.
  - "Secrets and Flies" como el Profesor Rambar.
  - "Pirates of the Third Reich" como el Profesor Rambar.
- Terminator: The Sarah Connor Chronicles como Enrique (Episodio 2).
- The West Wing:
  - "Game On" como el embajador de la nación ficiticia del Golfo Pérsico "Qumar".
- Babylon 5: Crusade (The Needs of Earth) como Natchok Var.
- Dexter
- Stargate SG-1 como Bra'tac.